# Kometgalaxen
Kometgalaxen är en spiralgalax i galaxhopen Abell 2667, belägen 3,2 miljarder ljusår från Jorden. Kometgalaxen upptäcktes först den 2 mars 2007 med Hubbleteleskopet. Galaxen har något större massa än Vintergatan  (3,8 x108 solmassor).  

## Struktur
Denna unika spiralgalax, som ligger 3,2 miljarder ljusår från jorden, har en utsträckt ström av klarblå knutar och diffusa strimmor av unga stjärnor. Den förflyttar sig med 3,6 miljoner km/h (1 000 km/s) genom stjärnhopen Abell 2667 och visar därför, likt en komet, en svans med en längd på 600 000 ljusår. 

## Galaxens öde
Kometgalaxen slits för närvarande sönder och rör sig genom en galaxhop med hastigheter på över 3,6 miljoner km/h. Allt eftersom galaxen rusar fram, slits dess gas och stjärnor bort av tidvattenkrafterna som utövas av hopen. Till denna destruktiva process bidrar också trycket från hopens heta gasplasma, som når temperaturer upp till 38 miljoner grader. Forskare uppskattar att den totala varaktigheten för transformationsprocessen är nära en miljard år. Det som nu ses på Hubbles bild är ungefär 200 miljoner år in i processen.
Under ramtrycksstrippningsprocessen strippar och stöter de laddade partiklarna bort den infallande galaxens gas, precis som solvinden av laddade partiklar stöter bort joniserad gas från en komet för att skapa en gassvans. Av denna anledning har forskarna gett den utsträckta spiralen smeknamnet "Kometgalaxen".
Hubbleteleskopets bild av kometgalaxen hjälpte till att visa att enorm gravitationell växelverkan mellan galaxer i massiva hopar orsakar enorm skada på galaxens struktur och mängden gas den innehåller. Galaxer nära centrum av hopen drabbas av mest skada av alla, medan galaxer i utkanten är relativt oskadda. Galaxkollisioner kan förvränga galaxernas form och till och med slunga ut "hemlösa stjärnor" i det intergalaktiska rymden.
Även om dess massa är något större än Vintergatans, kommer spiralgalaxen oundvikligen att förlora all sin gas och stoft, såväl som sin chans att generera nya stjärnor senare, och bli en gasfattig galax med en gammal population av röda stjärnor. Upptäckten belyser den process genom vilken gasrika galaxer kan utvecklas till gasfattiga galaxer under miljarder år. De nya observationerna avslöjar också en mekanism för bildandet av "hemlösa" stjärnor som syns utspridda över galaxhopar.
Den starka gravitationskraften som utövas av galaxhopens samlade massa har böjt ljuset från andra, mer avlägsna galaxer och förvrängt deras former – en effekt som kallas gravitationslinsning. Den jättelika ljusa bananformade bågen som syns strax till vänster om hopens centrum motsvarar den förstorade och förvrängda bilden av en avlägsen galax belägen bakom hopens kärna.